# سفارة إسبانيا في إيطاليا
سفارة إسبانيا في إيطاليا هي أرفع تمثيل دبلوماسي لدولة إسبانيا لدى إيطاليا. تقع السفارة في روما وهي تهدف لتعزيز المصالح الإسبانية في إيطاليا.

## وصلات خارجية
- قائمة سفارات إسبانيا
- قائمة السفارات في إيطاليا